# Ellips (taalkunde)
Een ellips  (Grieks ἔλλειψις, élleipsis, ontbreken, weglating) is in de taalkunde een weglating van een of meer woorden.

## Stijlfiguur
De ellips fungeert als stijlfiguur indien men een of meer woorden of zinsdelen weglaat met de bedoeling een suggestief effect te bereiken. Dit zijn vaak werkwoorden.
- Eind goed, al goed.
- Oost west, thuis best.
- Ik kan hier nog wel meer over vermelden …
- Voor mij nog maar geen koffie.
- Hij is niet helemaal …

Het laatste voorbeeld geeft aan hoe belangrijk de context is. Als tevoren over zijn gezondheid is gesproken, zal men het aanvullen met lekker; als het ging over de vreemde dingen die hij doet, zal de aanvulling bij z'n verstand luiden.
Zoals in het derde voorbeeld, wordt een ellips soms in de schrijftaal met het beletselteken (de drie puntjes: …) afgesloten: ook daarmee wekt de schrijver een suggestie. ("Ik zou iets kunnen zeggen, maar ik doe 't niet; het ís veelbetekenend, als je dat maar weet!")

## Grammatica

### Weglating
In de spreektaal worden woorden vaak weggelaten omdat uit de spraaksituatie (vrijwel) geheel duidelijk is wat wordt bedoeld:
- Niet zo'n goed idee, hè?
- Ben je nou helemaal?
- Dácht het niet!
- Ik ook van jou.

### Herhalingsvermijding
Voorwerp van taalkundig onderzoek is de weglating van een reeds gebruikte woordgroep, die men niet wil herhalen. Zo'n weglating wordt een gap (Engels voor "gat, leemte") of met een Nederlands woord samentrekking genoemd.
- Vader werkt harder dan moeder (...).
- Sven voetbalt met Sjakie en (...) schaakt met Anouk.

Het "gat" kan uit gescheiden delen bestaan:
- Jos houdt meer van rode wijn dan (...) van witte (...).

Dit soort constructies roept theoretische vragen op omtrent de zinsstructuur. Voor de taalgebruiker is in de dagelijkse omgang meestal van geen onduidelijkheid sprake, al kan een zin met gaps erin onbedoeld dubbelzinnig zijn:
- Hendrik Conscience leerde zijn volk lezen, Eddy Merckx fietsen en Piet Huysentruyt koken.[1]